# Dukug Sulcus
Il Dukug Sulcus è una struttura geologica della superficie di Ganimede.